# Upravna zona 4 (Afar)
Upravna zona 4 je jedna od pet zona regije Afar Etiopije; nijedna od zoni Afara nema ime. Ova zona graniči na jugu i istoku s Upravnom zonom 1, na zapadu s regijom Amhara, i na sjeveru s Upravnom zonom 2. Najveći grad zone 4 je Dibina.
Prema podacima Središnje statističke agencije iz 2005. godine, ova zona je prema procjeni imala 156.997 stanovnika, od čega 85.656 muškaraca i 71.341 žena ; 2.563 ili 1,6% stanovništva živi u gradu. Podaci za gustoću stanovništva nisu dostupni.

## Worede
- Aura
- Ewa
- Gulina
- Teru
- Yalo